# 長崎原爆遺跡

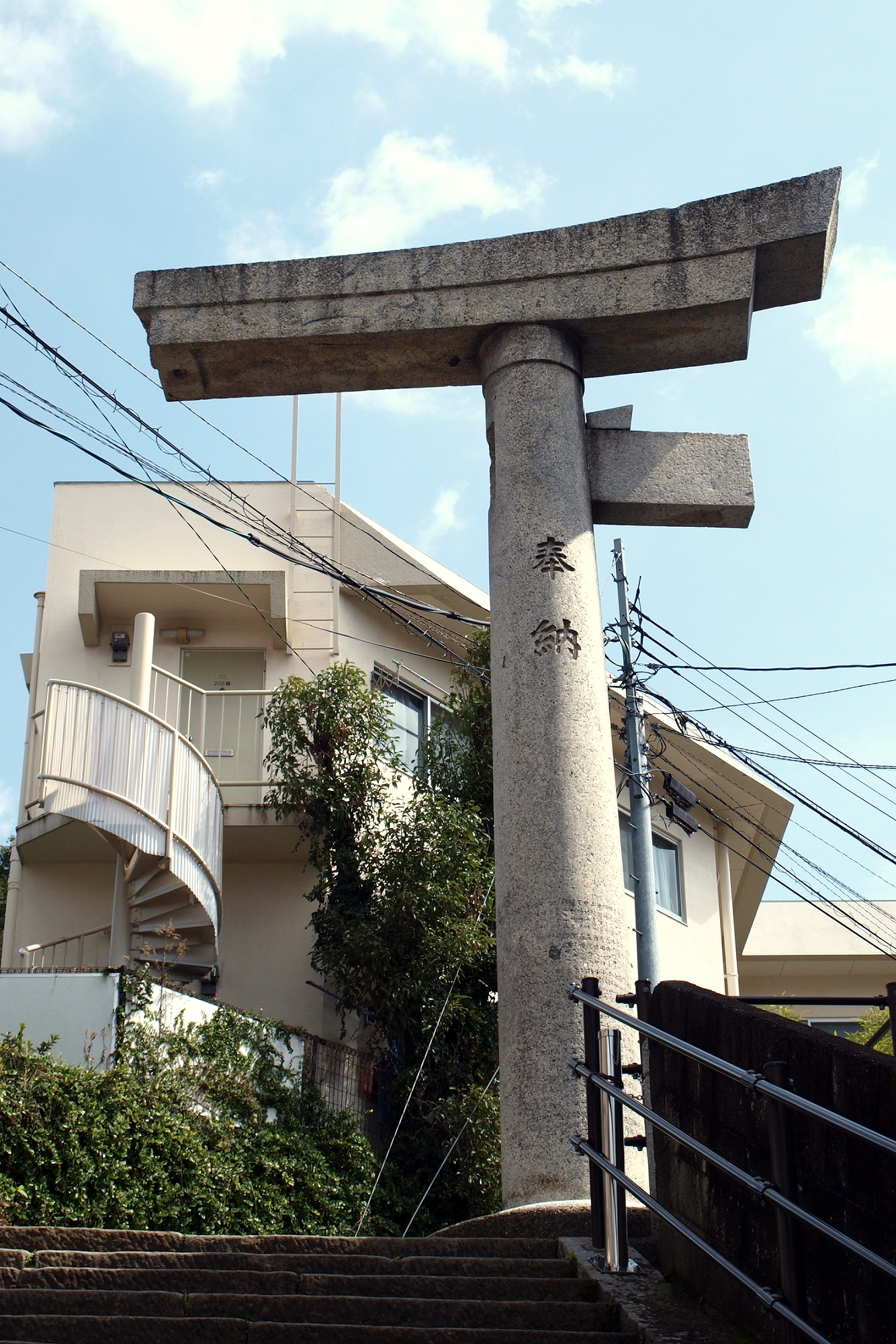
山王神社二の鳥居

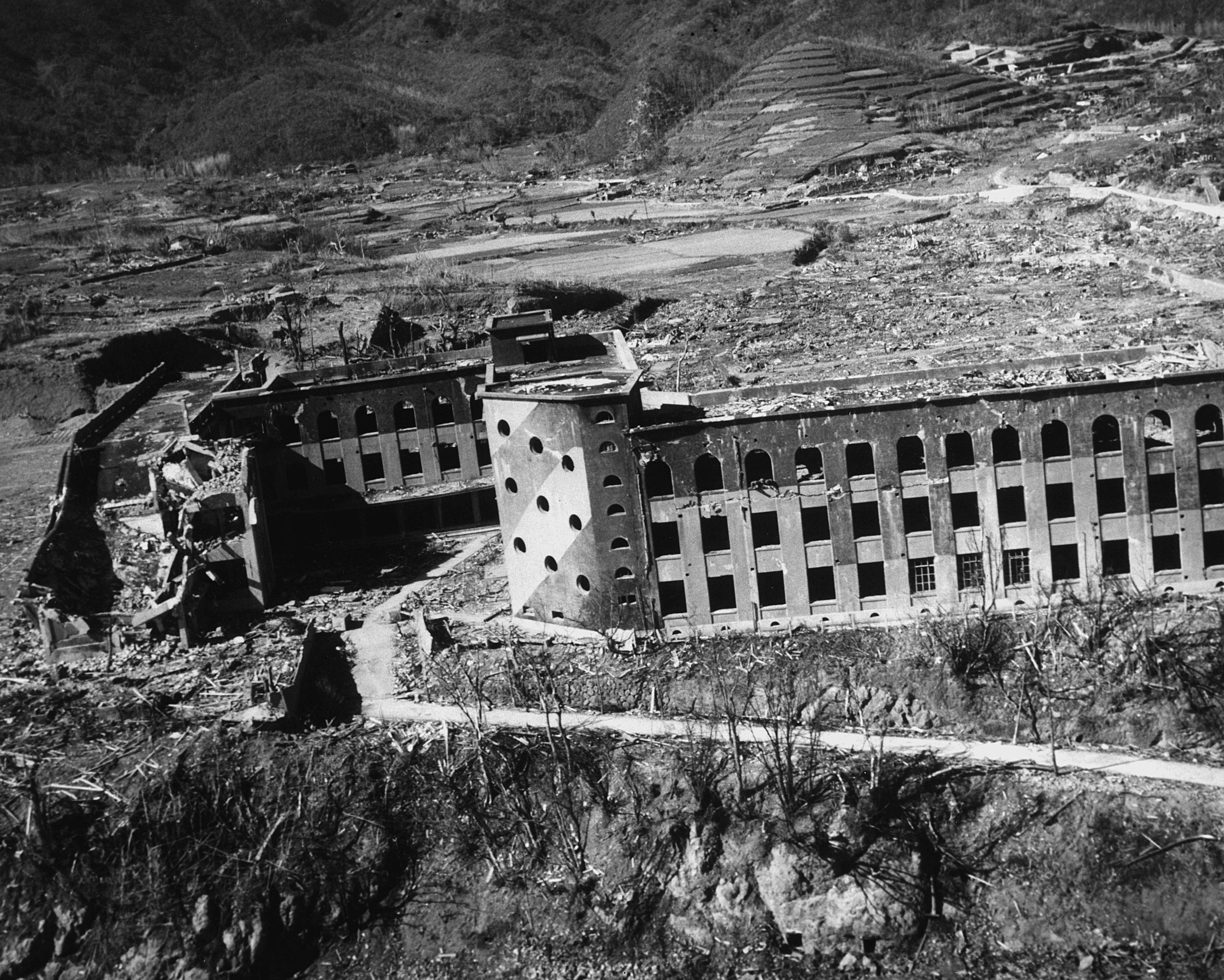
城山国民学校

長崎原爆遺跡（ながさきげんばくいせき）は、長崎県長崎市にある、同市に投下された原子爆弾の被害を伝える遺跡群。国の史跡に指定されている。

## 史跡指定
2013年（平成25年）8月1日に「長崎原爆遺跡（旧城山国民学校校舎）」など4件が国の登録記念物に登録された。2016年（平成28年）10月3日にはこれら4件に「爆心地」（平和公園の一部）を加えて国の史跡に指定された。被爆遺構の史跡指定は、広島市の原爆ドームに次ぐものとなった。

## 構成遺跡
- 爆心地 - 平和公園の一部、原爆が炸裂した空中点の直下である爆心地[4]
- 旧城山国民学校校舎
- 浦上天主堂旧鐘楼
- 旧長崎医科大学門柱
- 山王神社二の鳥居
- 下の川
- 山王神社境内